# Gabriel Lippmann
Gabriel Jonas Lippmann (Bonnevoie, 16 agosto 1845 – Oceano Atlantico, 13 luglio 1921) è stato un fisico francese.

## Biografia
Nacque il 16 agosto 1845 a Bonnevoie, Lussemburgo, da genitori francesi. Crebbe in Francia e frequentò la Scuola Normale. Dopo anni di ricerca in Germania, divenne professore di fisica a Parigi nel 1883.
Si occupò di problemi relativi alla polarizzazione delle pile e alla determinazione dell'ohm; previde la reversibilità del fenomeno della piezoelettricità del quarzo (effetto Lippmann) che fu verificata dai fratelli Pierre e Paul Jacques Curie.
Lippmann è ricordato in particolare per il suo innovativo metodo per ottenere delle fotografie a colori: in particolare, Lippmann riuscì a produrre una lastra fotografica a colori sfruttando l'interferenza delle onde dell'immagine con la loro stessa riflessione su uno specchio di mercurio posto dietro l'emulsione sensibile. Ogni raggio di luce impressiona l'emulsione in punti la cui distanza è legata alla sua lunghezza d'onda, dunque al suo colore. Illuminando la lastra ottenuta in modo particolare, si possono ricostituire, per un angolo di vista abbastanza ridotto, i raggi che hanno generato la lastra.

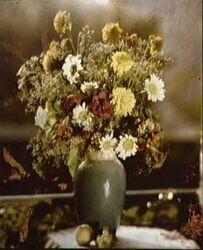
Una Natura morta di Lippmann

Per funzionare, i grani dell'emulsione devono essere molto piccoli (dell'ordine della lunghezza d'onda del blu), e dunque poco sensibili. Per questo, ogni foto presa da Lippmann richiedeva da qualche minuto ad ore di esposizione. Molte lastre di Lippmann, tuttora conservate in buone condizioni, riproducono nature morte o scorci del parco di Versailles.
Lippmann rese pubblica la sua invenzione all'Accademia delle Scienze il 2 febbraio 1891. La teoria completa fu pubblicata nel 1894. Per questi lavori, ricevette il Premio Nobel per la Fisica nel 1908.
Nel 1908 Lippmann suggerisce uno sviluppo al sistema autostereoscopico registrato da Frederic Eugene Ives nel 1903 con il nome di barriera di parallasse, che permetteva di vedere fotografie stereoscopiche senza l'ausilio di uno stereoscopio. Lippmann, infatti, suggerisce di servirsi di una rete di lenti al posto delle linee che costituiscono la barriera di parallasse, e dà a questo sistema, che più tardi verrà chiamato sistema lenticolare, il nome di "fotografia integrale".
Lippmann morì in mare il 13 luglio 1921, a bordo del transatlantico SS Paris, mentre tornava da una missione in Nord America.
Il metodo di Lippmann per la fotografia a colori non ebbe seguito commerciale, in quanto soppiantato dal metodo tricromatico dei fratelli Lumière. Tuttavia gli studi di Lippmann furono alla base, cinquant'anni dopo, dell'invenzione degli ologrammi.